# Roberto Mieres
Roberto Mieres (Mar del Plata, 3 de desembre de 1924 - Uruguai, 27 de gener de 2012) va ser un pilot de curses automobilístiques argentí que va arribar a disputar curses de Fórmula 1.

## A la F1
Va debutar a la tercera cursa de la quarta temporada de la història del campionat del món de la Fórmula 1, la corresponent a l'any 1953, disputant el 7 de juny el GP dels Països Baixos al Circuit de Zandvoort.
Roberto Mieres va participar en disset curses puntuables pel campionat de la F1, disputades entre les temporades 1953 i 1955.

## Resultats a la Fórmula 1
| Any  | Equip                     | Xassís   | Motor    | 1       | 2       | 3       | 4       | 5       | 6       | 7     | 8   | 9     | Posició | Punts |
| ---- | ------------------------- | -------- | -------- | ------- | ------- | ------- | ------- | ------- | ------- | ----- | --- | ----- | ------- | ----- |
| 1953 | Equipe Gordini            | Gordini  | Gordini  | ARG     | 500     | HOL Ret | BEL     | FRA Ret | GBR     | ALE   | SUI | ITA 6 | -       | 0     |
| 1954 | Roberto Mieres            | Maserati | Maserati | ARG Ret | 500     | BEL Ret | FRA Ret | GBR 6   |         |       |     |       | 11è     | 6     |
| 1954 | Roberto Mieres            | Maserati | Maserati |         |         |         |         |         | ALE Ret |       |     |       | 11è     | 6     |
| 1954 | Officine Alfieri Maserati | Maserati | Maserati |         |         |         |         |         |         | SUI 4 | ITA | ESP 4 | 11è     | 6     |
| 1955 | Officine Alfieri Maserati | Maserati | Maserati | ARG 5   | MON Ret | 500     | BEL 5*  | HOL 4   | GBR     | ITA 7 |     |       | 8è      | 7     |

(*) Cotxe compartit.

### Resum
| Curses: | Victòries: | Pòdiums: | Poles: | Voltes ràpides: | Punts: |
| ------- | ---------- | -------- | ------ | --------------- | ------ |
| 17      | 0          | 1        | 0      | 0               | 13     |